# Qalat-i Dinka
Koordinaten: 36° 8′ 13″ N, 45° 7′ 57″ O

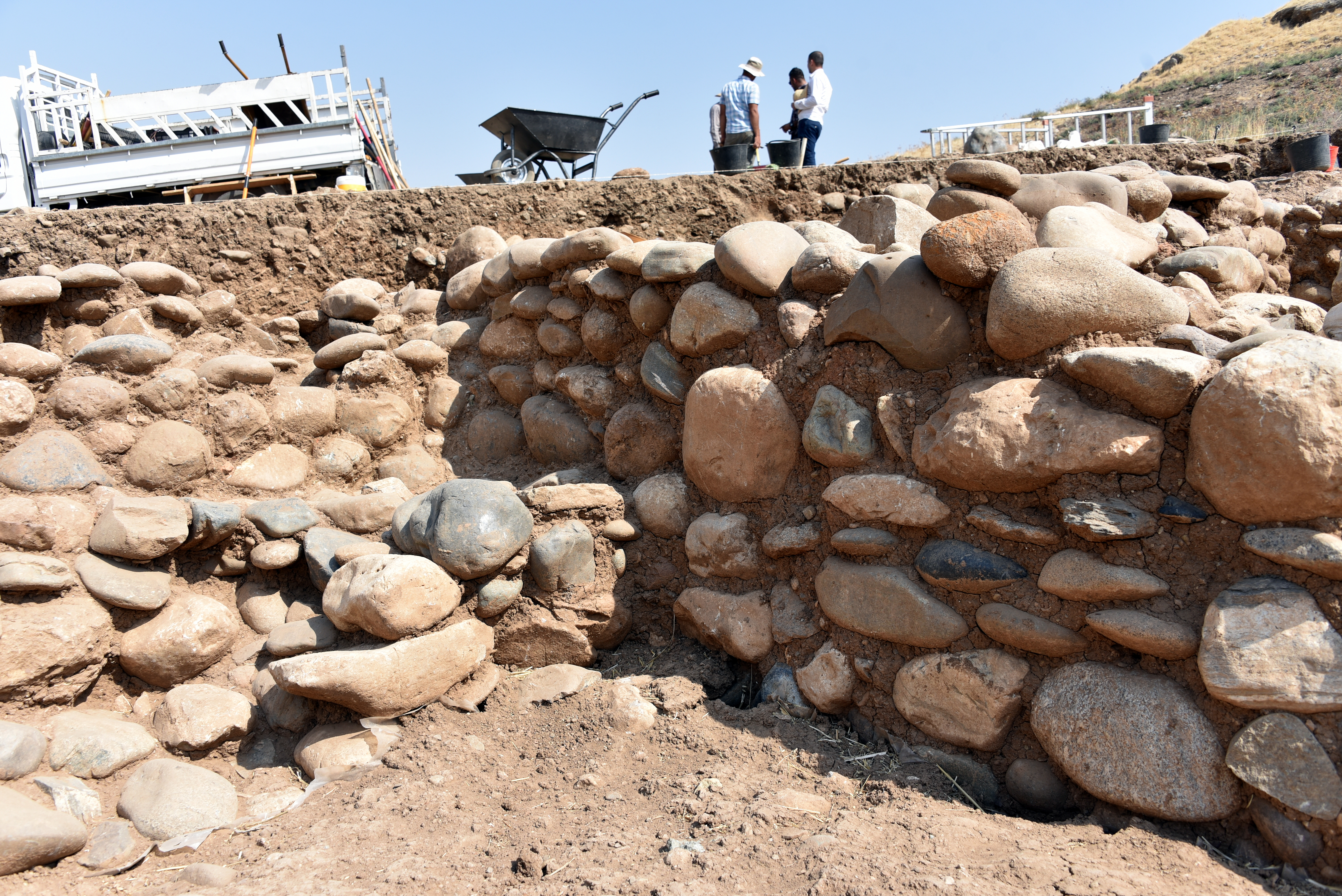
Ausgrabungen in Qalat-i Dinka (2019)

Qalat-i Dinka ist eine archäologische Ausgrabungsstätte im Irak, die am Kleinen Zab, im Gouvernement as-Sulaimaniyya, ganz im Nordosten des Landes liegt. Ausgrabungen finden dort seit 2016 statt, nachdem durch Zufall das Fragment einer Keilschrifttafel zu Tage kam. Die Grabungsergebnisse liegen in jährlich erschienenen Vorberichten und Grabungspublikationen vor.
Es handelt sich bei Qalat-i Dink vor allem um die Reste einer neuassyrischen Stadt, die etwa 60 Hektar einnahm. Der antike Name der Stadt ist unbekannt. Moderne Raubgrabungen haben die archäologischen Schichten oftmals stark durcheinander gebracht, was die Erforschung der Ruinen erschwert. An verschiedenen Stellen der Stadt konnten auch frühere Reste, die in die Kupfersteinzeit datieren, gefunden werden. Ein Ofen aus dieser Zeit konnte vollständig freigelegt werden.
Die Ausmaße der Stadt und ihre Struktur sind aufgrund magnometrischer Bodenbegehungen relativ gut bekannt. Die Ruinen verteilen sich auf einem Hügel, den die Ausgräber als Zitadelle bezeichnen, und der nördlich davon gelegenen eigentlichen Stadt, die als Unterstadt bezeichnet wird. An verschiedenen Stellen im Stadtgebiet sind kleinere Flächen ausgegraben worden. Die Wohnbauten sind aus Geröllsteinen errichtet, jedoch ist bisher kein Haus vollständig freigelegt worden. Ein Gebäude, das eventuell einem wohlhabenden Bürger der Stadt gehörte, besaß eine große Halle, deren Fußboden mit Ziegeln gepflastert ist. Es konnten drei Phasen unterschieden werden. Unterhalb des Hauses fanden sich Reste einer Mauer, die auf ältere Gebäude hindeuten. Es folgte die Phase, in der das Haus erbaut wurde, und es gibt spätere Gräber, die sich über die Grabungsfläche verteilen. Die Gräber enthielten als Beigaben vor allem Schmuck, es fand sich aber auch eine gut erhaltene Bronzeschale.
Zu den Funden in der eigentlichen Stadt gehört vor allem Keramik. Es fanden sich aber auch Rollsiegel, die stilistisch in die erste Hälfte des ersten Jahrtausends v. Chr. datieren. Zudem kamen zahlreiche eiserne Pfeilspitzen und Fiebeln zum Vorschein.
Auch Gräber der sassanidischen Zeit wurden gefunden. Sie enthielten meist nur einige Schmuckbeigaben. Dies waren vor allem Stein- und Glasperlen.